# Moviment Socialista de Catalunya
El Moviment Socialista de Catalunya (MSC, Movimiento Socialista de Cataluña) fue un partido socialista catalán, fundado en 1945 en el exilio. La mayoría de sus militantes procedían del Partido Obrero de Unificación Marxista mientras otros venían del Partit Socialista Unificat de Catalunya, de Esquerra Republicana de Catalunya y de la Confederación Nacional del Trabajo. Su órgano de difusión era Endavant (Adelante).
En 1968, después de los sucesos de mayo en París, el MSC se escindió en dos corrientes, una socialdemócrata encabezada por Josep Pallach, que dio lugar más tarde al Reagrupament Socialista i Democràtic de Catalunya, y otra marxista dirigida por Joan Reventós que daría lugar a Convergència Socialista de Catalunya. En 1975 el MSC había dejado de actuar.
- Datos: Q2269404